# Lagoa de Dentro
Pour les articles homonymes, voir Lagoa.
Lagoa de Dentro est une ville brésilienne du nord-est de l'État de la Paraíba.
Sa population était estimée à 7 258 habitants en 2007. La municipalité s'étend sur 85 km2.